# Bossiaea rufa
Bossiaea rufa är en ärtväxtart som beskrevs av Robert Brown. Bossiaea rufa ingår i släktet Bossiaea och familjen ärtväxter. Inga underarter finns listade i Catalogue of Life.